# 22 (Taylor Swift-dal)
A 22 Taylor Swift amerikai énekesnő dala negyedik, Red (2012) című albumáról. Szerzője Max Martin és Shellback volt. A produceri munkákat Martin, Shellback és Scott Borchetta végezte. 2013. március 12-én jelent meg a lemez negyedik kislemezeként. A 22 egy pop stílusú dal, mely a 22. életév élményeit mutatja be. A szám pozitív kritikákat kapott, dicsérték az új hangzást, melyet Martin és Shellback alapozott meg az énekesnőnek.

## Háttér

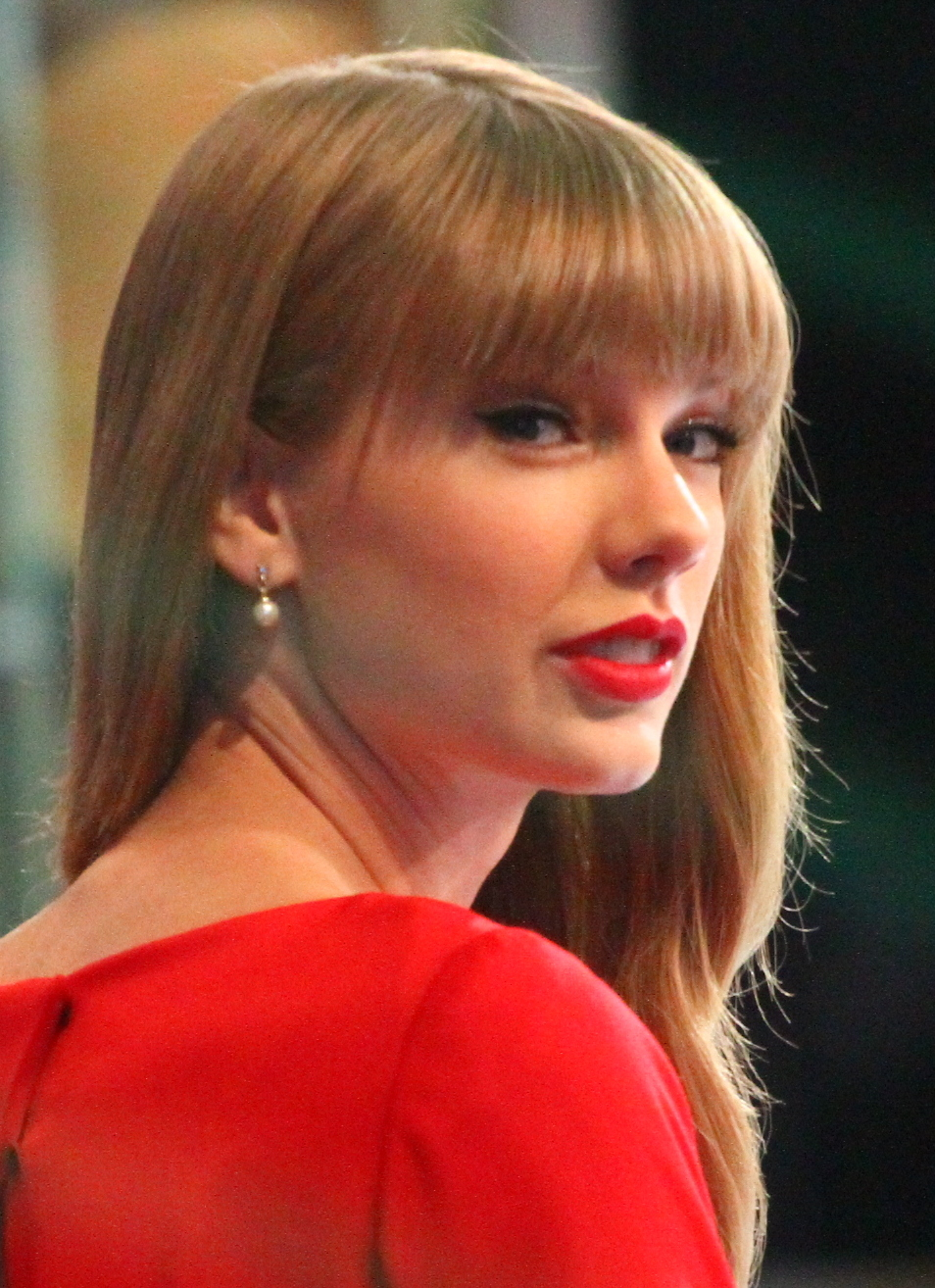
Swift a Good Morning America műsorán, ahol a 22-ról is beszélt.

A Speak Now után Taylor feltett szándéka volt, hogy különböző producerekkel és dalszerzőkkel dolgozzon következő albumán. Ezért munkálkodott többek között Max Martin-nel, és Shellback-el. A Billboard-nak így nyilatkozott: „Nekem a 22. életév a legjobb az életemből. Szeretem a lehetőségeket, ahogy még minden tanulsz, de mégis eleget tudsz már. Mégsem tudsz semmit, de tudod, hogy nem tudsz semmit. Elég idős vagy, hogy elkezdd tervezni az életedet, de elég fiatal vagym hogy tudd, sok megválaszolatlan kérdés van. Ez egy gondtalan érzést okoz, olyasfélét, mely a határozatlanságon és félelmen, ugyanakkor a lazuláson alapul. A 22. év sok mindent tanított nekem.” A dalt Swift Dianna Agron barátnőjének szánta.

## Videóklip
A dalhoz tartozó videóklip 2013 februárjában került forgatásra, és március 13-án mutatták be. Rendezője Anthony Mandler volt, aki egyben az I Knew You Were Trouble klipjéért is felelős. A kisfilmben Taylor valódi baráti szerepelnek, így például a Gossip Girl – A pletykafészek sorozatban megismert színésznő, Jessica Szohr. A videó a maiak többségétől eltekintve a hagyományos 4:3-as képaránnyal rendelkezik.

## Élő előadások
Swift először webchat-en adta elő a dalt 2012. augusztus 13-án, mely decemberben lett kiadva. A Comic Relief-en 2013. február 22-én énekelte el a dalt, de egy privát koncert keretében Franciaországban is megjelent egy csónakon. Az előadást az OFF.tv közvetítette. A dal a Red Tour számlistáján is helyet kapott.

## Kereskedelmi fogadtatás
A Red dalaihoz hasonlóan a 22 is rengeteg ország slágerlistáján megjelent, mely elsősorban az album eladásainak köszönhető. A Billboard Hot 100 44. helyen debütált, a Hot Digital Songs listán 7. helyezéssel jelent meg. Később 84. pozícióval újra megjelent a Hot 100-on 2013. január 12-én. Amikor kislemezként kiadták, 64. helyezéssel bukkant fel a slágerlistán. A Canadian Hot 100-on 29. hellyel jelent meg, a brit kislemezlistán 129. volt.

## Slágerlistás helyezések
| Kislemezlista (2013)                         | Peak position |
| -------------------------------------------- | ------------- |
| Ausztrália (ARIA)                            | 22            |
| Kanada (Canadian Hot 100)                    | 29            |
| Írország (IRMA)                              | 19            |
| Új-Zéland (RIANZ)                            | 23            |
| Egyesült Királyság (Official Charts Company) | 11            |
| Billboard Hot 100                            | 44            |
| Billboard Pop Songs                          | 27            |
| Adult Pop Songs                              | 18            |

## Megjelenések
| Ország             | Dátum             | Formátum               | Kiadó               |
| ------------------ | ----------------- | ---------------------- | ------------------- |
| Egyesült Államok   | 2013. március 12. | Kortárs rádiós premier | Big Machine Records |
| Egyesült Államok   | 2013. március 13. | CD kislemez            | Big Machine Records |
| Egyesült Királyság | 2013. március 31. | Premier                | Big Machine Records |

## Fordítás
Ez a szócikk részben vagy egészben  a(z)   22 (Taylor Swift song) című angol Wikipédia-szócikk fordításán alapul.  Az eredeti cikk szerkesztőit annak laptörténete sorolja fel. Ez a jelzés csupán a megfogalmazás eredetét és a szerzői jogokat jelzi, nem szolgál a cikkben szereplő információk forrásmegjelöléseként.